# Ichneumon obscuritarsis
Ichneumon obscuritarsis är en stekelart som beskrevs av Dalla Torre 1902. Ichneumon obscuritarsis ingår i släktet Ichneumon och familjen brokparasitsteklar. Inga underarter finns listade i Catalogue of Life.